# Giovanni Crippa
Giovanni Crippa IMC (ur. 6 października 1958 w Besana in Brianza) – włoski duchowny katolicki, biskup Estância w latach 2014–2021, biskup diecezjalny Ilhéus od 2021.

## Życiorys
Święcenia kapłańskie przyjął 14 września 1985 w zgromadzeniu Misjonarzy Konsolaty. W latach 1987–1993 był animatorem misyjnym w Turynie, a przez kolejne siedem lat wykładał na wydziale misjologii Papieskiego Uniwersytetu Urbaniana w Rzymie. W 2000 rozpoczął pracę w brazylijskiej archidiecezji Feira de Santana.
21 marca 2012 papież Benedykt XVI mianował go biskupem pomocniczym archidiecezji São Salvador oraz biskupem tytularnym Accia. Sakry biskupiej udzielił mu 13 maja 2012 arcybiskup Feira de Santana - Itamar Navildo Vian.
9 lipca 2014 papież Franciszek mianował go biskupem ordynariuszem diecezji Estância.
11 sierpnia 2021 został mianowany biskupem Ilhéus.